# Préchacq-les-Bains
Préchacq-les-Bains is een gemeente in het Franse departement Landes (regio Nouvelle-Aquitaine) en telt 462 inwoners (1999). De plaats maakt deel uit van het arrondissement Dax.

## Geografie
De oppervlakte van Préchacq-les-Bains bedraagt 8,6 km², de bevolkingsdichtheid is 53,7 inwoners per km².
De onderstaande kaart toont de ligging van Préchacq-les-Bains met de belangrijkste infrastructuur en aangrenzende gemeenten.

## Demografie
Onderstaande figuur toont het verloop van het inwonertal (bron: INSEE-tellingen).

## Geboren
- Étienne de Vignolles, "La Hire" (1390-1443), militair leider tijdens de Honderdjarige Oorlog